# Paul Gauguin
Eugène Henri Paul Gauguin (født 7. juni 1848 i Paris, død 9. maj 1903 på Marquesasøerne) var en fransk maler, billedhugger og grafiker.
Gauguin var impressionist og udviklede omkring 1888 primitivismen i Bretagne. Det var en dekorativ stil med stærk forenkling og stærke konturer. I 1888 foretog han et kunsthistorisk meget omtalt besøg hos Vincent van Gogh i Arles i det sydlige Frankrig. Det endte, da van Gogh skar sin venstre øreflip af. I 1891-93 og 1895-1903 opholdt Gauguin sig på Tahiti og Marquesasøerne for at male primitive polynesiske motiver. Han var en af den moderne kunsts største foregangsmænd.
I 1873 giftede han sig med den danske Mette Sophie Gad (1850–1920), som fødte ham fem børn: Émile (1874-1955), Aline (1877-1897), Clovis (1879-1900), Jean René (1881-1961) og Paul Rollon (1883-1961). Familien Gauguin flyttede til København, hvor han i 1884 forgæves søgte at ernære sig som presenningsælger – han talte ikke dansk og københavnerne havde ikke lyst til at købe franske presenninger. Hustruen Mette forsørgede familien ved at undervise diplomater i fransk. Paul Gauguin begyndte at male på fuld tid, og året efter forlod han familien og flyttede til Paris. Alberte Winding er efterkommer i lige linje.
Den dansk-producerede film "Oviri" instrueret af Henning Carlsen (1986) handler om perioden fra han (spillet af Donald Sutherland) i 1893 ankommer til Paris for at udstille sine billeder efter sit ophold på Tahiti, til han to år senere skuffet og ruineret forlader Europa og den borgerlige kultur, der ikke værdsætter hans kunst.
| - Selvportrætter af Paul Gauguin (1878-1903) |

| - Hustruen Mette Gauguin portrætteret - Ca. 1873 i Paris - 1875 - 1877 - Broderende, 1880 La Brodeuse - 1884 |

| - Andre værker af Paul Gauguin - Huse ved vandkant, 1874 Maisons au bord de l'eau - Malerens familie i haven, 1881 La famille du peintre au jardin, rue Carcel - Landskab fra Osny, 1883 L'Entrée d'Osny par temps d'orage; ou Osny, Chemin montant - Skøjteløbere i Frederiksberg Have, 1884 - Svinehyrde, Bretagne, 1888 - "Den gule Kristus", 1889. Albright-Knox Art Gallery, Buffalo, New York. - Goddag hr. Gauguin, 1889 Bonjour Monsieur Gauguin - Familien Schuffenegger, 1889 (Émile Schuffenecker) - To børn, 1890 - Tahitikvinde med en blomst, 1891 Vahine no te tiare (tahitiansk) Ny Carlsberg Glyptotek - Tahitianske kvinder på stranden, 1891, "Femmes de Tahiti" (eller) "Sur la plage" Musée d'Orsay, Paris. - Tahitianske kvinder, 1894 Femmes tahitiennes (Ny Carlsberg Glyptotek) |

| - Pape Moe (Mystisk vand/Eaux mystérieuses) - 1893 - 1893 - Ca. 1894 (Ny Carlsberg Glyptotek) |

| - Skulpturer af Paul Gauguin - Vase med fire hanke, 1886 - Vase, 1887 - Hoved af kvinde fra Martinique, 1887-88 Tête d'une femme martiniquaise - Beholder med kvinde og geder, 1887-89 - "Oviri"(en), 1894 (Sauvage, vild) Musée d'Orsay, Paris. |